# 群馬県内の通り
群馬県内の通り（ぐんまけんないのとおり）では、群馬県内の道路通称について記述する。

## 概要
群馬県内を通る歴史街道として中山道・三国街道・日光例幣使街道などがあり、近現代以後では国道や県道の通称として用いられている。旧街道沿いの地域の中心集落には上町・中町・下町・元町・本町・新町などの地名が付けられることが多く、群馬県内の主要都市では、前橋市・高崎市・桐生市・伊勢崎市・太田市・館林市の中心部に本町（ほんちょう、ほんまち、もとまち）があり、いずれも道路通称は本町通りである。沼田市はかつて本町と称した中心市街の上之町・中町・下之町の3町を走る道路を本町通りと呼んでいる。
群馬県内外を走る観光街道として日本ロマンチック街道がある。名称はドイツのロマンティック街道に由来しており、長野県の上田市・小諸市、群馬県の草津町・中之条町・沼田市、栃木県の日光市を結んでいる。人名に由来する通りとして、前橋市の朔太郎通り、草津町のベルツ通り・スクリバ通りがあり、人名起源の都市名に由来する通りとして桐生市のコロンバス通り、太田市のバーバンク通り・ラフィエット通りがある。

## 前橋市
前橋市の中心街は、群馬県庁・前橋市役所がある大手町、国道17号と国道50号が接続する本町、中央通り・銀座通り・千代田通り・馬場川通りなどが連なる千代田町にかけての地域である。本町通り・中央通り・片原通り・竪町通り・向町通りは沼田街道の一部にあたる。中央通り・弁天通り・立川町通り・オリオン通りはアーケード街である。前橋駅北口から本町に至る道路は欅通り（駅前通り）、中央前橋駅前の久留馬橋と本町を結ぶ道路は久留馬橋通り（八展通り）と呼ばれる。前橋地方裁判所に面した朔太郎通り（裁判所通り）は萩原朔太郎に由来し、通りに面して萩原朔太郎生家跡の碑が建立されている。
- 県庁前通り・本町通り（国道50号・片貝町通り、沼田街道）
- 駅前通り（欅通り）・八展通り（久留馬橋通り）・中央駅前通り
- 竪町通り（国道17号、沼田街道）
- 中央通り（沼田街道）・弁天通り・住吉町通り（小柳町通り）
- 県民会館通り・三中北通り
- 向町通り（沼田街道）
- 公園通り・立川町通り・諏訪町通り
- 大手町通り・利根橋通り
- オリオン通り
- 千代田通り
- 萱町通り
- 袋町通り
- 銀座通り（横山町通り・榎町通り）・芳町通り
- 紺屋町通り
- 馬場川通り
- 片原通り（沼田街道）
- 朔太郎通り（裁判所通り）
- 群馬大橋通り
- 恵比寿通り
- 駅前銀杏通り
- 南町欅通り

## 高崎市
高崎市の中心街は、旧中山道沿いの本町から田町にかけての地域で、東西方向に本町通り・さくら橋通り・大手前通り・慈光通り、南北方向に柳通り・中央銀座通り・中央通り・田町通り・南大通り・レンガ通り・美術館通り・東三条通りが走る。中央銀座通りはアーケード街である。
慈光通り・大手前通り・音楽センター前通り・和田橋通りは高崎駅前から和田橋を経て護国神社に至る通りである。観音通りは、高崎駅前から聖石橋を経て観音山の清水寺参道に至る道路である。高崎駅東口の東三条通りは新幹線に沿って南北に走る通りで、中山道から北に分岐し高崎線を越え、上越線踏切付近で前橋街道と合流する。
高崎駅前から西に伸びるシンフォニーロードは高崎城址の再整備によって開通した道路で、沿道の高崎城址地区は高崎城址公園・群馬音楽センター・高崎市役所・高崎シティギャラリーとその周辺の緑化空間が良好な都市景観を形成していることから、都市景観100選の一つとなっている。
- 本町通り（国道354号）・赤坂通り
- ゑびす通り
- 柳通り
- 中央銀座通り・さやもーる・南銀座通り
- 中央通り・田町通り（国道354号）・南大通り
- 八間道路（国道354号）
- さくら橋通り
- 和田橋通り・音楽センター前通り・大手前通り・慈光通り
- シンフォニーロード
- 観音通り
- 片岡中央通り・八千代大通り・少林山通り
- 美術館通り・城南野球場通り
- 東三条通り
- 競馬場通り
- 環状線

## 桐生市
桐生市の中心街は、桐生川の谷口、桐生天満宮の南に位置する旧国道50号沿いの末広町・本町・錦町にかけての地域で、南北方向の本町通り・錦町通り・桜木町通り・新川橋通り、東西方向の末広町通り・昭和通り・新宿通り、環状線の美原通り・中通り・山手通りが走る。末広町通りは桐生駅から本町に至る道路で、アーケード街である。本町通り・錦町通り・桜木町通りは桐生天満宮から錦桜橋を経て新桐生駅に至る道路である。新川橋通りは桐生市役所に面する道路で、新川に架かっていた新川橋に由来する。新川の周辺整備によって開通した道路がコロンバス通りで、桐生市の姉妹都市であるアメリカ合衆国ジョージア州コロンバス市に由来する。
- 本町通り・錦町通り（旧国道50号）・桜木町通り
- 買場通り
- 横山町通り（横町通り）
- 美和社通り（美和様辻子）・糸屋通り
- 西宮通り（恵比寿通り）・近江屋辻子（酒屋小路）
- 見来居通り
- コロンバス通り
- 新川橋通り
- 美原通り
- 昭和通り（旧国道50号）
- 新宿通り
- 新宿南通り
- 新浜通り・常盤町通り
- 国際通り・旭町通り・浜松町通り
- 山手通り・中通り
- 永楽町通り・泉町通り
- 赤岩橋通り・末広町通り（旧国道50号）・高砂町通り・広見橋通り
- かに川通り・いろは通り
- 巴町通り・元宿町通り

## 伊勢崎市
伊勢崎市の中心街は、伊勢崎神社とその周囲に位置する本町・大手町で、本町を東西に走る道路が本町通り、伊勢崎駅から本町に至る道路が大手町通りである。
- 本町通り
- 西町通り
- 大手町通り（駅前通り・新町通り）
- 武家門通り
- 華蔵寺公園通り
- 三ツ家橋通り
- 市役所通り
- 天満橋通り
- プラザ通り
- 北部環状けやき通り

## 太田市
太田市の中心街は、金山の南麓、大光院の南に位置する東本町・本町・西本町で、この3町を東西に走る道路が本町通り（中央通り・スバル通り）である。本町通りは日光例幣使街道の一部で、東本町で北方向に桐生道・平和通り、南方向に古戸道・公園通りと接続する。バーバンク通りは太田市の姉妹都市であるアメリカ合衆国カリフォルニア州バーバンク市に、ラフィエット通りはアメリカ合衆国インディアナ州ラフィエット市に由来する。
- 本町通り（中央通り・スバル通り、日光例幣使街道・国道407号）
- 平和通り
- 南一番街
- バーバンク通り
- ラフィエット通り
- 公園通り

## 沼田市
沼田市の中心街は、沼田盆地の中部、沼田城跡の南に位置する上之町・中町・下之町で、この3町を東西に走る道路が本町通りである。本町通りは国道120号（会津街道）の一部で、市役所前交差点で御馬出し通り・坊新田通り（前橋街道）と接続する。
- 本町通り（国道120号・会津街道）・沼高前通り
- 大手前通り・御馬出し通り
- 坊新田通り（前橋街道）
- あけぼの通り（八幡小路）
- 中央通り
- 材木町通り（国道120号・会津街道）
- 倉内通り（伊勢町通り）
- 原町通り（国道120号・会津街道）
- 駅前通り
- キネマ通り（舞台前通り・金盛座通り）・環状線
- 榛名坂
- 滝坂
- 遊覧坂

## 館林市
館林市の中心街は、館林台地の中部、館林城跡の西に位置する本町で、本町を南北に走る道路が本町通り・中央通り、東西に走る道路が駅前通り・市役所通りである。本町通り・中央通りは館林道（日光脇往還）の一部である。
- 本町通り・中央通り（下町通り・谷越町通り・足利町通り・台宿町通り、日光脇往還・旧国道122号）
- 塚場町通り（太田往還・旧国道122号）・並木町通り
- 大名小路
- 裏宿通り
- 目車町通り・木挽町通り（小泉往還）
- 鞘町通り
- 石町通り（横町通り）
- 材木町通り・竪町通り・連雀町通り
- 紺屋町通り・鍛冶町通り
- 五号道路
- モスリン新道
- 駅前通り（停車場通り）・市役所通り（花のまちクイーンズ通り）
- 平成通り（古河往還）

## 渋川市
渋川市の中心街は、平沢川の谷口、三国街道・佐渡街道沿いに位置する元町から新町にかけての地域で、下郷の日本シャンソン館から伊香保の徳冨蘆花記念文学館までを結ぶ道路がアルテナードと名付けられている。
- アルテナード（芸術の散歩道、三国街道・佐渡街道・国道353号・一文字通り）
- 渋川駅前通り
- 市役所通り
- マロニエ通り
- 湯沢通り
- 湯元通り
- 伊香保石段街
- ときわ通り
- 八千代坂
- かみなり坂
- 八幡坂
- 梨木坂

## 藤岡市
藤岡市の中心街は、藤岡台地の北部、旧国道254号沿いの一丁目から七丁目にかけての地域で、一丁目と四丁目を南北に結ぶ本通り、四丁目と七丁目を東西に結ぶ中央通りが走る。
- 本通り（笛木町通り・下仁田道・十石峠道・旧国道254号）
- 大戸町通り（十石峠道）
- 天川町通り（下仁田道・旧国道254号）
- 駅東大通り
- 中央通り（動堂町通り・下仁田道・旧国道254号）
- 古桜町通り・緑町通り（下仁田道・旧国道254号）
- みどり通り（美土里通り）
- あゆがわ通り（鮎川通り）
- 平井小通り
- ふるさと通り

## 富岡市
富岡市の中心街は、富岡盆地の中部、諏訪神社の南に位置する上町・宮本町・仲町・下町で、この4町を結ぶ道路が下仁田道である。宮本町通りから富岡製糸場に至る道路が城町通りである。
- 上町通り（下仁田道・国道254号）
- 上町南通り
- 銀座通り・西銀座通り
- 片倉北通り（製糸場北通り）
- 片倉裏通り（製糸場西通り）
- 二町通り
- 三町通り
- スズラン通り
- 宮本町通り（下仁田道）
- 城町通り・仲町通り（下仁田道）
- 駅前通り・宮本町東通り
- 仲町北通り
- 学園通り（下仁田道）
- 瀬下通り（下仁田道）
- インター東通り・インター西通り
- シルキーライン（国道254号富岡バイパス）
- もみじ平公園通り

## 安中市
安中市の中心街は、旧中山道沿いの上野尻・谷津・伝馬町・下野尻で、この4町を安中と総称した。旧碓氷郡役所から旧安中藩郡奉行役宅に至る道路は大名小路と呼ばれる。
- 市役所通り（中央通り）
- 大名小路

## 下仁田町
下仁田町の中心街は、下仁田道沿いの上町・仲町・下町である。仲町から東に伸びる道路が本通り、諏訪神社から下仁田駅に至る道路が中央通り・駅前通りである。
- 大通り（下仁田道）
- 本通り
- 中央通り・駅前通り

## 中之条町
中之条町の中心街は、国道353号沿いの中之条町（上之町・中之町・下之町）・竪町・伊勢町（上之町・中之町・下之町）である。中之条町上之町・中之町の道路を中央通り、中之条町下之町の道路を博物館通りと名付けている。四万温泉では桐の木平の中心街を中央通りと呼んでいる。
- 中央通り・博物館通り・竪町通り（国道353号）
- 伊勢町通り（伊勢町中央通り、国道145号・国道353号）
- 青山通り（国道353号）
- 中央通り（四万温泉中央通り）
- 落合通り

## 草津町
草津町の中心街は、湯畑から草津町役場にかけての地域で、湯畑の西から南に回り込んで草津温泉バスターミナル・草津町役場前・本町・南本町に至る道路が中央通りである。西の河原と湯畑を結ぶ西の河原通り、西の河原通りから分岐して白根神社参道前を通って湯畑の北から東に回り込む湯滝通り、湯滝通りから分岐して馬場に至る滝下通りが走る。ベルツ通りはエルヴィン・フォン・ベルツ博士、スクリバ通りはユリウス・スクリバ博士に由来し、両博士像が西の河原公園内に建立されている。
- 中央通り
- 湯滝通り
- 滝下通り
- 西の河原通り
- 地蔵通り
- しゃくなげ通り
- ベルツ通り
- すずらん通り（国道292号）
- ターミナル通り（国道292号）
- スクリバ通り
- 天狗山通り（国道292号）

## 大泉町
大泉町の中心街は、小泉城跡・小泉神社のある城之内とその近隣の中央・西小泉・坂田である。西小泉駅からいずみ総合公園に至るいずみ緑道は、側道のハナミズキ通りとともに日本の道100選の一つである。
- ハナミズキ通り
- いずみ緑道